# Directive d'occupation de l'Allemagne JCS 1067
La Directive d'occupation de l'Allemagne JCS 1067 désigne une directive du Joint Chiefs of Staff (JCS) américain concernant la politique d'occupation des Combined Chiefs of Staff (CCS) en Allemagne occupée. Plusieurs révisions ont été rejetées. Enfin, la sixième version, JCS 1067/6, entre en vigueur en avril 1945. Elle ne s'applique que pour les forces armées américaines. Elle se substitue à la Combined Directive For The Military Government in Germany Prior To Defeat Or Surrender, en abrégé CCS 551, qui concernait la période antérieure à la capitulation allemande. JCS 1067 présente les grandes lignes de la politique d'occupation américaine pour la période suivant immédiatement la capitulation de l'Allemagne. Ses dispositions sont restées valides jusqu'à l'entrée en vigueur de la directive JCS 1779/1 en juillet 1947.

## Contenu

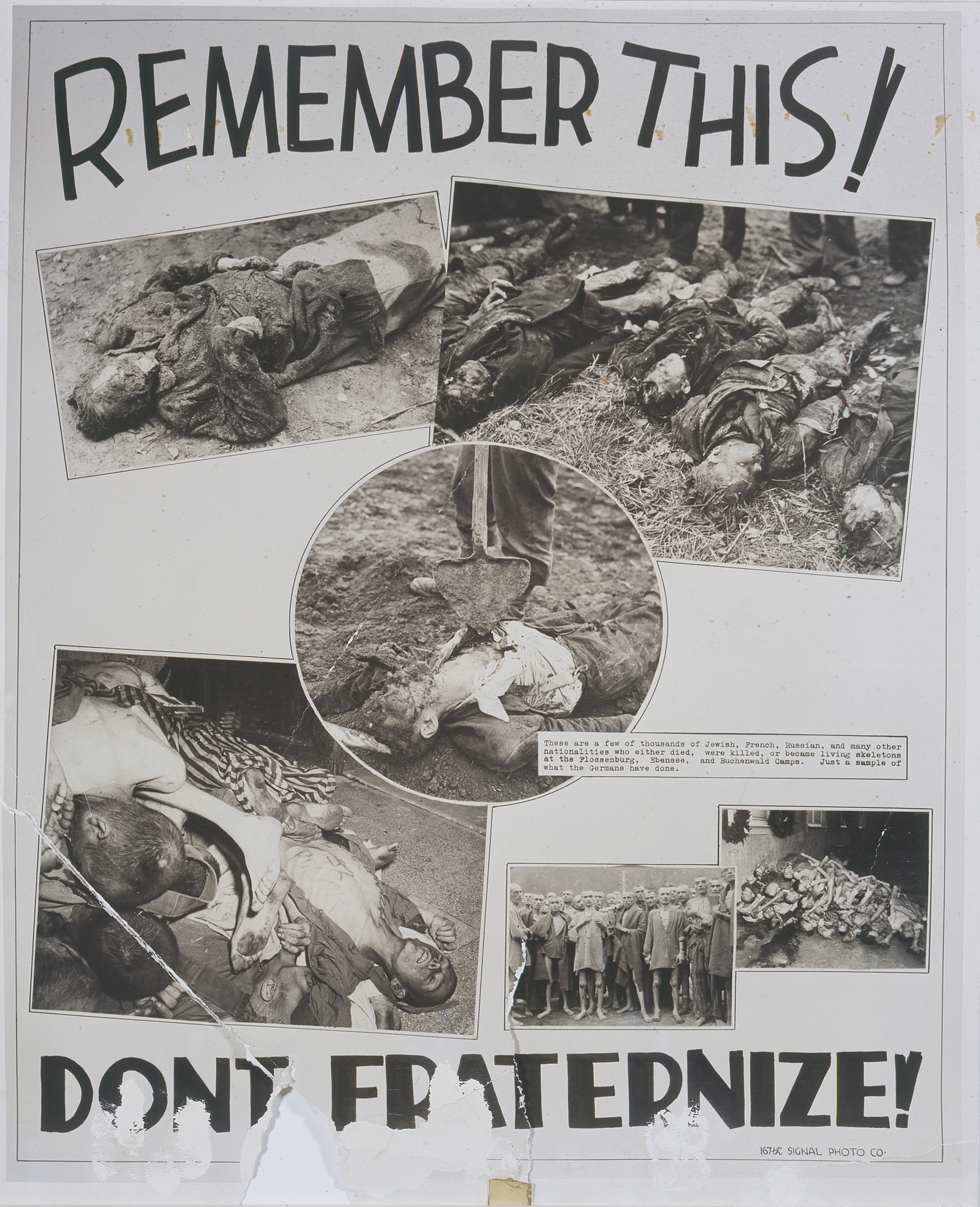
Collage de photos avec des images de victimes des camps de concentration: Souviens-toi! Ne fraternise pas! – un message d'avertissement contre la fraternisation avec l'ennemi. Publié dans The Tacoma Sunday News Tribune (Washington, 3 juin 1945).

Le destinataire de la directive était le commandant en chef des forces américaines en tant que gouverneur militaire sur la zone d'occupation américaine, d'abord Dwight D. Eisenhower, puis à partir d'octobre 1945, Joseph T. McNarney, et à partir de mars 1947, Lucius D. Clay.
Eisenhower reçoit la directive au printemps 1945, et elle ne s'applique qu'à la zone américaine, malgré des tentatives de la faire accepter par les autres Alliés. Elle demeure secrète jusqu'au 17 octobre 1945. Elle est rendue publique deux mois après que les Américains aient réussi à en incorporer une grande partie au sein de l'accord de Potsdam.
Truman signe la directive JCS 1067 le 10 mai 1945. Ignorant les amendements à JCS 1067 apportés par McCloy du Département de la Guerre, Henry Morgenthau, déjà auteur du Plan Morgenthau annonce à son équipe qu'il s'agit d'un grand jour pour le Trésor, et qu'il espérait que « personne n'y reconnaîtrait le Plan Morgenthau ». Les Morgenthau boys, des agents du Trésor que Eisenhower a « prêtés » à l'armée d'occupation, se sont assurés que la directive JCS 1067 soit interprétée aussi strictement que possible. Ils ont été actifs surtout durant les premiers mois cruciaux de l'occupation, mais ont continué leurs activités pendant près de deux ans après la démission de Morgenthau à la mi-1945 puis sous la direction de leur chef, le Colonel Bernard Bernstein, considéré comme « le dépositaire de l'esprit de Morgenthau au sein de l'armée d'occupation ».
La directive aborde en 52 paragraphes les contextes politique, économique et militaire, les objectifs et les responsabilités du commandant en chef des troupes américaines en ce qui concerne sa responsabilité pour la gestion et l'occupation militaire en tant que membre du Conseil de contrôle allié.

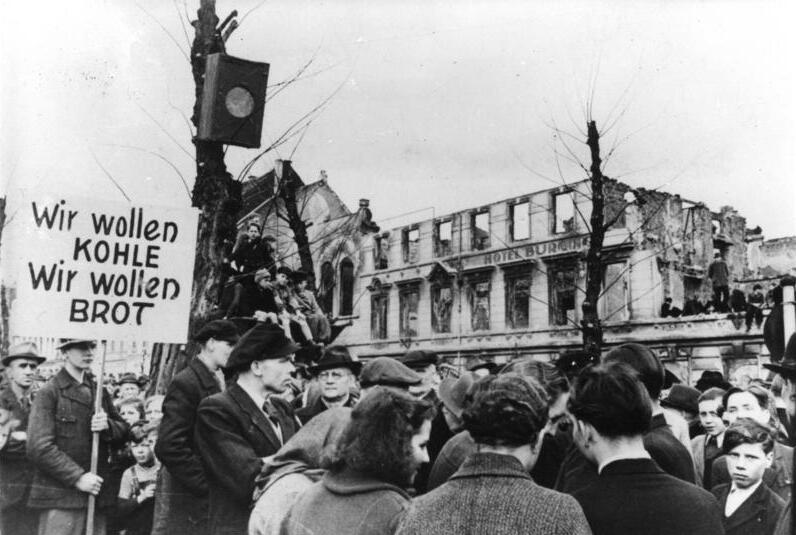
Hiver de la faim, en 1947. En raison de la situation alimentaire catastrophique ont lieu le lundi 31 mars 1947, à Krefeld, des rassemblements de milliers de grévistes pour une manifestation de protestation sur la place.

La directive comportait aussi des règles strictes pour la vie économique. L'économie devrait être décentralisée et contrôlée avec l'aide par les autorités allemandes. Ce qui n'est pas absolument nécessaire pour la remontée de l'Allemagne, l'approvisionnement des troupes d'occupation et la vie de la population, n'était pas souhaitable. Le niveau de vie dans la zone américaine ne pouvait  pas dépasser celui des pays voisins. Les subventions américaines étaient principalement destinées à l'approvisionnement afin d'éviter que la faim, l'apparition de maladies et de troubles civils ne représentent un danger pour l'occupant.
La directive JCS 1067 a ordonné que les gouverneurs militaires n'autorisent pas de mesures, « qui pourraient entraîner la reconstruction économique de l'Allemagne, ou pourraient maintenir et renforcer l'économie allemande ».
Dans son livre de 1950 Decision in Germany, Clay écrit « It seemed obvious to us even then that Germany would starve unless it could produce for export and that immediate steps would have to be taken to revive industrial production (Il nous semblait évident alors que l'Allemagne allait souffrir de famine à moins de pouvoir produire pour l'exportation et que des mesures immédiates soient prises pour faire revivre la production industrielle. ». Lewis Douglas, conseiller en chef du Général Lucius Clay, haut commissaire américain, a dénoncé la directive en déclarant: « Cette chose a été compilée par des idiots en politique économique. Cela n'a pas de sens d'interdire aux ouvriers  les plus qualifiés d'Europe autant qu'ils peuvent dans un continent manquant de tout. ». Douglas part à Washington dans l'espoir d'obtenir une révison de la directive, en vain.

## Remplacement
En fait, la directive est très bientôt appliquée par le Général Eisenhower et par ses successeurs et leurs services seulement sous une forme atténuée, parce qu'ils avaient l'impression qu'une application stricte, irait à l'encontre des intérêts des Etats-Unis. Le 6 septembre 1946, le Ministre américain des affaires étrangères, James F. Byrnes prononce à Stuttgart le Discours de l'Espoir et annonce un changement fondamental de la politique d'occupation en faveur de la population.
En raison des inquiétudes grandissantes du General Clay et du JCS concernant l'influence communiste en Allemagne, ainsi que l'échec du reste de l'économie européenne à se remettre dans la nase industrielle allemande dont elle est dépendante, le Secrataire d'Etat George Marshall parvient, à l'été 1947, à convaincre le président Harry Truman de remplacer la directive JCS 1067, en invoquant des « fondements de la sécurité nationale ».
La directive JCS 1779/1 succède le 15 juillet 1947 à la directive 1067/6, et contient les objectifs de cette nouvelle politique d'occupation,.
Les « Morgenthau boys » démissionnent en masse quand la directive JCS 1779 est approuvée, mais avant de partir, les partisans de Morgenthau dans la division décartélisation du gouvernement militaire accomplissent une dernière tâche au printemps 1947 : la destruction de l'ancien système bancaire allemand. En cassant les relations entre les banques allemandes, ils coupent le flux de crédit entre elles, les limitant à seulement du financement à court terme, empêchant de ce fait la réhabilitation de l'industrie allemande avec des effets néfastes immédiats sur l'économie dans la zone d'occupation américaine.
Avec le changement de la politique d'occupation, avec l'aide significative de la réforme monétaire de 1948, l'Allemagne finit par effectuer un redressement impressionnant, désigné sous le noms de miracle économique.

## Sources